# Criquebeuf-sur-Seine
Criquebeuf-sur-Seine és un municipi francès situat al departament de l'Eure i a la regió de Normandia. L'any 2007 tenia 1.135 habitants.

## Demografia

### Població
El 2007 la població de fet de Criquebeuf-sur-Seine era de 1.135 persones. Hi havia 440 famílies, de les quals 108 eren unipersonals (44 homes vivint sols i 64 dones vivint soles), 148 parelles sense fills, 160 parelles amb fills i 24 famílies monoparentals amb fills.
La població ha evolucionat segons el següent gràfic:
Habitants censats

### Habitatges
El 2007 hi havia 499 habitatges, 470 eren l'habitatge principal de la família, 11 eren segones residències i 18 estaven desocupats. 483 eren cases i 16 eren apartaments. Dels 470 habitatges principals, 373 estaven ocupats pels seus propietaris, 86 estaven llogats i ocupats pels llogaters i 11 estaven cedits a títol gratuït; 1 tenia una cambra, 26 en tenien dues, 71 en tenien tres, 128 en tenien quatre i 244 en tenien cinc o més. 361 habitatges disposaven pel capbaix d'una plaça de pàrquing. A 202 habitatges hi havia un automòbil i a 225 n'hi havia dos o més.

### Piràmide de població
La piràmide de població per edats i sexe el 2009 era:
| Homes | Edats   | Dones |
| ----- | ------- | ----- |
| 0     | 95 o +  | 0     |
| 4     | 90 a 94 | 4     |
| 4     | 85 a 89 | 8     |
| 20    | 80 a 84 | 16    |
| 12    | 75 a 79 | 16    |
| 16    | 70 a 74 | 36    |
| 16    | 65 a 69 | 36    |
| 40    | 60 a 64 | 20    |
| 16    | 55 a 59 | 16    |
| 36    | 50 a 54 | 40    |
| 36    | 45 a 49 | 44    |
| 48    | 40 a 44 | 28    |
| 56    | 35 a 39 | 52    |
| 40    | 30 a 34 | 36    |
| 44    | 25 a 29 | 28    |
| 8     | 20 a 24 | 16    |
| 48    | 15 a 19 | 32    |
| 40    | 10 a 14 | 56    |
| 32    | 5 a 9   | 28    |
| 12    | 0 a 4   | 36    |

## Economia
El 2007 la població en edat de treballar era de 731 persones, 572 eren actives i 159 eren inactives. De les 572 persones actives 532 estaven ocupades (286 homes i 246 dones) i 40 estaven aturades (13 homes i 27 dones). De les 159 persones inactives 74 estaven jubilades, 47 estaven estudiant i 38 estaven classificades com a «altres inactius».

### Ingressos
El 2009 a Criquebeuf-sur-Seine hi havia 483 unitats fiscals que integraven 1.160 persones, la mediana anual d'ingressos fiscals per persona era de 22.024 €.

### Activitats econòmiques
Dels 56 establiments que hi havia el 2007, 5 eren d'empreses extractives, 1 d'una empresa alimentària, 1 d'una empresa de fabricació de material elèctric, 6 d'empreses de fabricació d'altres productes industrials, 7 d'empreses de construcció, 8 d'empreses de comerç i reparació d'automòbils, 6 d'empreses de transport, 1 d'una empresa d'hostatgeria i restauració, 2 d'empreses d'informació i comunicació, 2 d'empreses financeres, 4 d'empreses immobiliàries, 9 d'empreses de serveis, 1 d'una entitat de l'administració pública i 3 d'empreses classificades com a «altres activitats de serveis».
Dels 13 establiments de servei als particulars que hi havia el 2009, 1 era una oficina de correu, 2 tallers de reparació d'automòbils i de material agrícola, 1 paleta, 2 guixaires pintors, 1 lampisteria, 1 electricista, 1 perruqueria, 1 restaurant, 2 agències immobiliàries i 1 saló de bellesa.
Dels 3 establiments comercials que hi havia el 2009, 1 era una botiga de més de 120 m², 1 una botiga de menys de 120 m² i 1 una fleca.
L'any 2000 a Criquebeuf-sur-Seine hi havia 24 explotacions agrícoles que ocupaven un total de 340 hectàrees.

## Equipaments sanitaris i escolars
El 2009 hi havia una escola elemental.

## Poblacions més properes
El següent diagrama mostra les poblacions més properes.